# Harald Röhss
Harald Fritz Cornelius Röhss, född 9 september 1838 i Göteborgs Kristine församling, Göteborg, död 3 juni 1902 på Munkeberg, Grevbäcks församling, Skaraborgs län, var en svensk godsägare och riksdagsman. Han var son till Wilhelm Röhss den äldre och Carin Röhss samt bror till Wilhelm Röhss den yngre och August Röhss.
Han var gift med Elvine Maria Norström, född 1841 i Värmland.
Röhss var ägare till godset Munkeberg i Skaraborgs län och var nämndeman. Han var ledamot av riksdagens första kammare 1894-1899, invald i Skaraborgs läns valkrets. Han var en av initiativtagarna till Hjo Vattenkuranstalt, som invigdes 1878.